# ليندا أفاي
ليندا أفاي (بالإنجليزية: Linda Avey)‏ من مواليد 1960، هي عالمة أحيائية من الولايات المتحدة ومؤسس مؤسسة 23 وأنا.
حصلت أفاي على درجة البكالوريوس في جامعة أوغستنا، ثم قضت 20 عاما في مجال المبيعات وتطوير الأعمال في المستحضرات الصيدلانية البيولوجية كما ساعدت على تطوير برامج البحث عن مجموعة من الكائنات العلمية الحية والدقيقة.
في عام 2006 شاركت في تأسيس أول مؤسسة تعنى بعلم الوراثة وأطلقت عليها تسمية 23 وأنا وذلك برفقة كل من بول سيسانزا وآن جسيكي. في أيلول/سبتمبر 2009، تخلت أفاي عن المؤسسة تقريبا وبدأت تُفكر في إنشاء مركز بحوث يُركز على تسريع البحث في مرض آلزهايمر.
في عام 2011، شاركت في تأسيس مختبر بحثي جنبا إلى جنب مع ميتسو هادايشي وهيذر آن هلبرت، وقد ركز المختبر البحثي على فتح مساحة عمل ومحاولة مساعدة باقي المراكز البحثية من خلال إجراء استطلاعات على الأفراد بشأن سلامتهم الشخصية ثم تجميع البيانات وتحليلها للوصول لنتائج واكتشافات جديدة.